# 雄遠軍
雄远军，五代十国后期南唐的行政区划。
南唐交泰元年（958年）因为周世宗占领长江以北，将和州侨置江南江宁府当涂县，史称新和州。不久改新和州置雄远军，治所在今安徽省当涂县。下辖当涂县。北宋开宝八年（975年）宋朝灭南唐，改雄远军为南平军。太平兴国二年（977年）南平军升为太平州。